# دارکوب تنومند
دارکوب تنومند (نام علمی: Campephilus robustus) نام یک گونه از زیرخانواده دارکوبیان است.